# Szanhibtaui Szanhibré
Szanhibtaui Szanhibré ókori egyiptomi uralkodó, talán a XI., de nagyobb valószínűséggel a XII. vagy XIII. dinasztia tagja. Jelenleg egyetlen architrávról ismert, melyet Ajn Samszban (az ókori Héliopoliszban) találtak, és egykor egy magánsírt díszített; máshol nem maradt fenn a neve. A Szanhibtaui az uralkodó ötelemű titulatúrájából a Hórusz-név, a Szanhibré pedig az uralkodói név; személyneve nem maradt fenn. Nem tudni, hogy máshonnan ismeretlen uralkodóról van szó, vagy neve a XII. vagy XIII. dinasztiák valamelyik jobban ismert királyának névvariánsa.

## Személyazonossága
A király azonosítása problémákat vet fel, mivel a nevével díszített sír stilisztikai alapon minden kétséget kizáróan a középbirodalom idejére datálható, ebből a korból azonban nem ismert ilyen nevű uralkodó. A sír tulajdonosának neve sérült, de halvány nyomok alapján egy Heni nevű személyé lehetett.
A Szanhibtaui Hórusz-nevet és a Szanhibré uralkodói nevet együtt egyetlen más ismert uralkodó sem használja. Szanhibré uralkodói névvel ebből a korból egyetlen király ismert, a XIII. dinasztiabeli VI. Amenemhat; a torinói királylista említ egy másik Szanhibrét is, aki a kicsivel későbbi XIV. dinasztia egyik uralkodója, neki azonban kortárs említései nem maradtak fenn.
Az architráv ismeretlen helyről származik, valószínűleg nem dokumentált leletmentő ásatás során került elő. Először Detlef Franke írt róla, ő VI. Amenemhatnak tulajdonította. Kim Ryholt a második átmeneti korról írt tanulmányában követte Franke datálását. Az architrávot teljes egészében először 2005-ben publikálta Mey Zaki, aki ugyanezt a datálást és azonosítást követte.
William Kelly Simpson ezzel szemben a XI. dinasztia végére datálta az architrávot, amikor a kevéssé ismert, nem sok helyen említett IV. Montuhotep uralkodott. Más egyiptológusok azonban, például Alexander Ilin-Tomich, stilisztikai alapon valószínűbbnek tartják, hogy a XII. dinasztia idején készült, nagy valószínűséggel a dinasztia uralkodásának elején, I. Amenemhat, I. Szenuszert vagy II. Amenemhat alatt. Így nem tudni, hogy Szanhibtaui Szanhibré egy máshonnan nem ismert, rövid életű uralkodó, vagy az előbb említett uralkodók korábbi nevéről van szó, mielőtt megváltoztatták volna máshonnan jobban ismert nevükre.

## Név, titulatúra
A fáraók titulatúrájának magyarázatát és történetét lásd az Ötelemű titulatúra szócikkben.
| G5 |

| G5 |

| s | anx | ib · tA · tA |

| s | anx | ib · tA · tA |

| s | anx | ib · tA · tA |

| s | anx | ib · tA · tA |

| G5 |

| G5 |

| s | anx | ib · tA · tA |

| s | anx | ib · tA · tA |

| s | anx | ib · tA · tA |

| s | anx | ib · tA · tA |

| M23 | L2 |

| M23 | L2 |

| ra | s | anx | ib |

| ra | s | anx | ib |

| ra | s | anx | ib |

| ra | s | anx | ib |

| ra | s | anx | ib |

| ra | s | anx | ib |

| ra | s | anx | ib |

| ra | s | anx | ib |

| M23 | L2 |

| M23 | L2 |

| ra | s | anx | ib |

| ra | s | anx | ib |

| ra | s | anx | ib |

| ra | s | anx | ib |

| ra | s | anx | ib |

| ra | s | anx | ib |

| ra | s | anx | ib |

| ra | s | anx | ib |

## Fordítás
- Ez a szócikk részben vagy egészben  a   Seankhibtawy Seankhibra című angol Wikipédia-szócikk ezen változatának fordításán alapul.  Az eredeti cikk szerkesztőit annak laptörténete sorolja fel. Ez a jelzés csupán a megfogalmazás eredetét és a szerzői jogokat jelzi, nem szolgál a cikkben szereplő információk forrásmegjelöléseként.